# Ton van de Ven
 (septembre 2022).
Si vous disposez d'ouvrages ou d'articles de référence ou si vous connaissez des sites web de qualité traitant du thème abordé ici, merci de compléter l'article en donnant les références utiles à sa vérifiabilité et en les liant à la section « Notes et références ».
Ton van de Ven est un designer industriel néerlandais, né à Eindhoven le 1er janvier 1944 et mort à Tilbourg le 16 septembre 2015 . Il est principalement connu en tant que directeur artistique du parc à thème Efteling.

## Biographie
Ton van de Ven grandit à Eindhoven où il passe une grande partie de sa scolarité. Il étudie notamment à la Design Academy Eindhoven. En 1965, après ces études, Van de Ven postule pour un travail à Efteling. Anton Pieck, principal responsable artistique du parc à l'époque lui pose une seule question ; « Maîtrisez-vous la perspective ? » Ton van de Ven dit à moitié la vérité en affirmant qu'il la maîtrise et se fait embaucher dans le département Ontwikkeling en Ontwerp (développement et conception). Il commence à travailler avec Pieck sur différents aspects du parc, tout en développant son style qui restera toujours en accord avec celui du parc existant.
Son premier projet avec Pieck au sein du parc concerne les Indian Waterlilies. Après quelques premiers croquis, Pieck est convaincu qu'il peut faire confiance à Ton van de Ven sur ces projets. Lorsque Anton Pieck prend sa retraite en 1975, Van de Ven devient le directeur créatif du parc.
Sa première réalisation en solo est alors le Spookslot (château hanté), en 1978. Il crée ensuite plusieurs des incontournables du parc tels que Fata Morgana et Droomvlucht.
En 2003, Van de Ven prend sa retraite anticipée pour se consacrer à ses passions, la peinture et la sculpture. À Efteling, une partie du St. Nicolaas square a été rebaptisé Ton van de Ven square en son honneur, et son portrait est visible dans l'attraction Villa Volta.

## Principales réalisations à Efteling
- Spookslot (1978)
- De Halve Maen (Efteling) (1982)
- Piraña (1983)
- D’Oude Tuffer (1984)
- Fata Morgana (1986)
- Pagode (1987)
- Volk van Laaf (1990)
- Droomvlucht (1992)

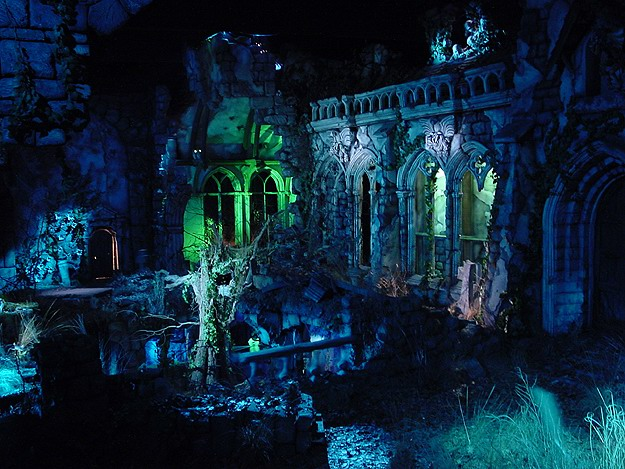
Spookslot, la première réalisation de Ton van de Ven

- Maison des cinq sens (entrée du parc, 1995)
- Villa Volta (1996)
- Vogel Rok (1998)
- Efteling Theater (2002)

### Dans lebois des contes

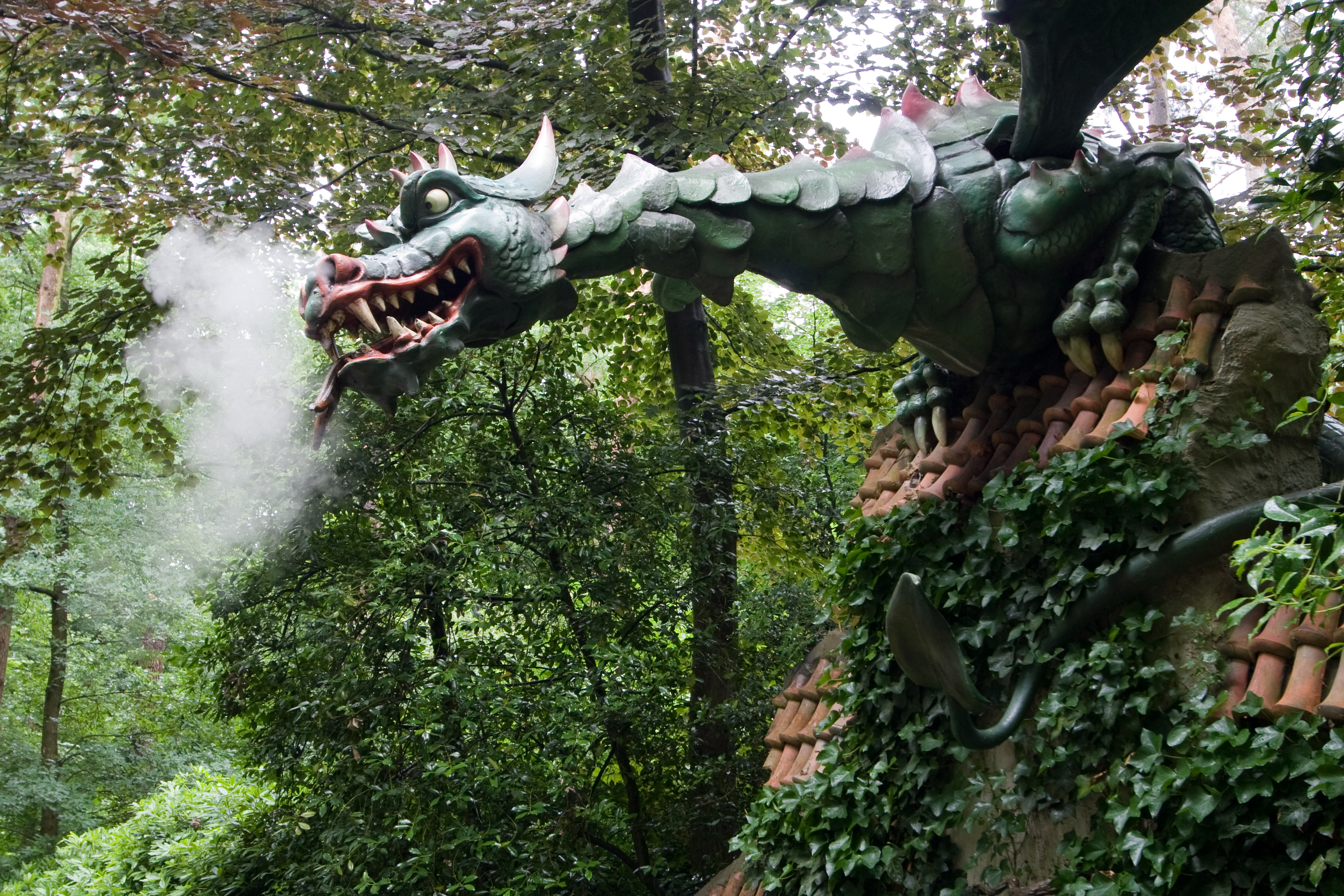
Le Dragon terrible, créé en 1979

- Blanche-Neige (amélioration avec Anton Pieck, 1975)
- Long cou (amélioration, 1978)
- Hansel et Gretel (amélioration avec Anton Pieck, 1978)
- Le Dragon terrible (1979)
- Le village des lutins (extension, 1980)
- Le château de la Belle au bois dormant (amélioration, 1981)
- Le Fakir volant (amélioration, 1987)
- Le roi Troll (1988)
- Le Petit Poucet (1998)
- Grigrigredinmenufretin (1998)
- Le Rossignol et l'Empereur de Chine (nouvelle version, 1999)
- Raiponce (2001)

## Distinctions
- Chevalier de l'Ordre d'Orange-Nassau